# National Geographic Society – Palomar Observatory Sky Survey

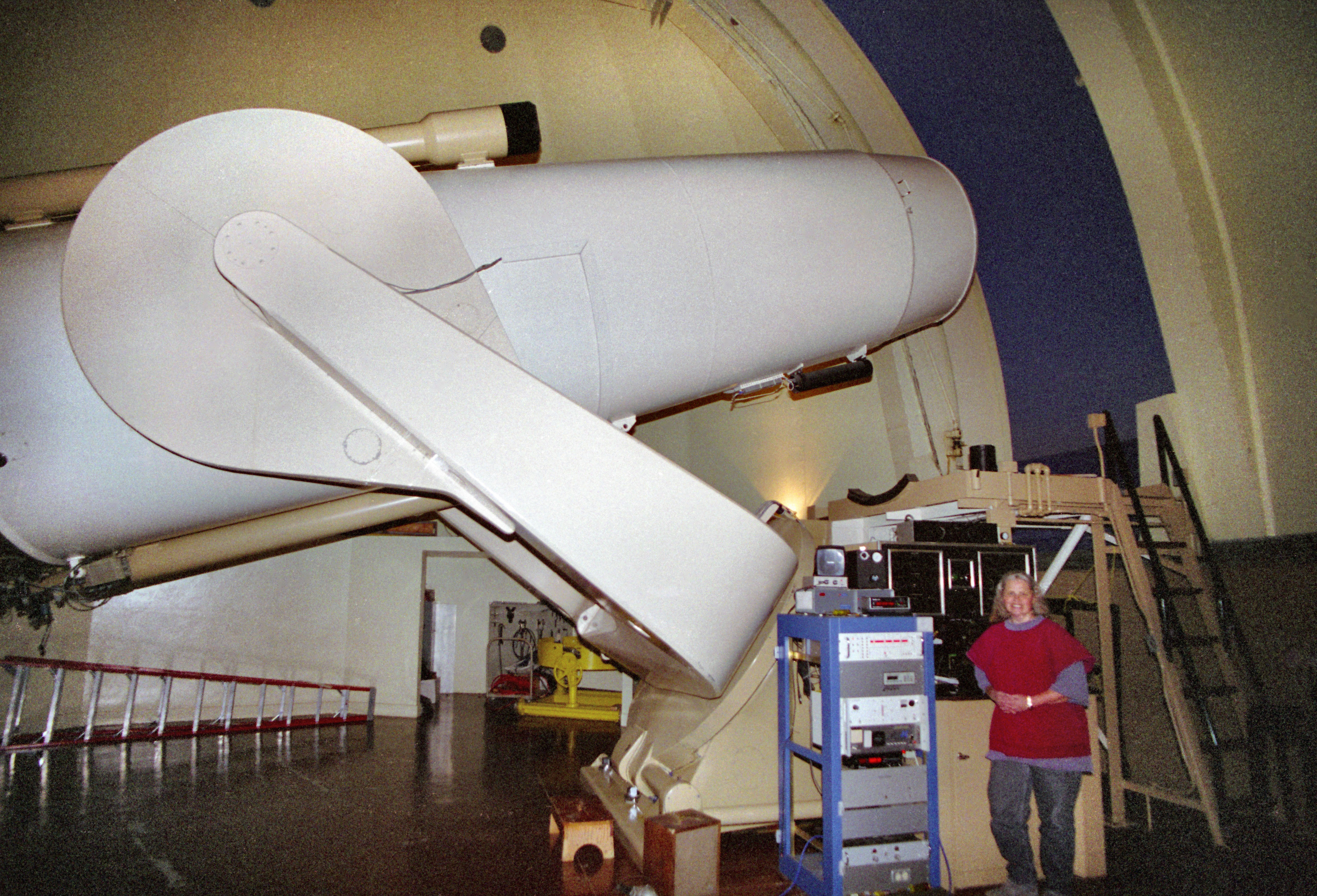
De 48 inch Palomar Schmidt-telescoop

De Palomar Observatory Sky Survey (POSS) was de belangrijkste fotografische survey van de noordelijke en equatoriale hemel in de tweede helft van de twintigste eeuw.

## POSS-I
De eerste Palomar Observatory Sky Survey werd van 11 november 1949 tot 10 december 1958 met ondersteuning van de National Geographic Society uitgevoerd door het California Institute of Technology. Hiervoor werd de 48 inch Schmidt-telescoop (nu Samuel Oschintelescoop genoemd) van het Palomar-observatorium gebruikt. De belangrijkste personen achter het project waren Edwin Hubble, Milton L. Humason, Walter Baade, Ira Sprague Bowen en Rudolph Minkowski. 
De fotografische platen bedekten ieder een gebied van ongeveer 6° × 6° van de hemel. Elk veld werd tweemaal waargenomen: met een blauwgevoelige Kodak 103a-O plaat en met een roodgevoelige Kodak 103a-E plaat. Daardoor bevat de POSS ook informatie over de kleur van de hemellichamen waardoor bijvoorbeeld de spectraalklasse van sterren zeer ruw geschat kan worden. De gevoeligheid van de survey hangt af van de waarneemomstandigheden - op de blauwe platen werd ongeveer schijnbare magnitude 22 bereikt. De oorspronkelijke POSS-survey omvatte het gebied tussen de noordelijke hemelpool en declinatie −33°. Later werd de POSS uitgebreid tot declinatie −45° op 100 roodgevoelige platen, de zg. Whiteoak Extension.
Na het voltooien van de  ESO/SERC Southern Sky Survey met J en R platen tussen declinatie −20° en de zuidelijke hemelpool werd ten slotte de gehele hemel bedekt.
De eerste POSS omvatte 936 paar platen en is nu nog door zijn complete bedekking van de hemel van belang. De survey werd pas verbeterd in enkele gebieden door de Sloan Digital Sky Survey. De POSS is de bron van een groot aantal astronomische catalogi van verschillende hemellichamen en was vaak het uitgangspunt van gedetailleerde studies van bepaalde bronnen.
Op vele sterrenwachten bevonden zich papieren kopieën (ieder 34 x 34 cm groot) en sommige instituten hadden ook glaskopieën. Sinds 1994 is ook een digitale versie (de Digitized Sky Survey) beschikbaar.

## POSS-II
In de jaren 1980 en 1990 werd na verbeteringen van de Samuel Oschintelescoop een tweede Palomar Observatory Sky Survey (POSS II) uitgevoerd. Hierbij werden niet alleen rood- (Kodak IIIaF) en blauwgevoelige (Kodak IIIaJ) platen verkregen, maar ook platen in het nabij-infrarood (Kodak IVN). Deze survey is niet alleen belangrijk wegens zijn betere data, maar ook in combinatie met de eerste POSS voor het onderzoek van eigenbeweging en van veranderlijke sterren. De POSS II bestaat uit 3 × 897 platen en werd voltooid in 1999. Omdat de velden een grotere overlap hadden werd een kleiner gebied van de hemel gemeten (tussen de noordelijke hemelpool en de hemelequator). Het gebied tussen declinaties 0° en −15° werd bedekt door SERC-EJ (roodgevoelig) en SERC-ER (blauwgevoelig) platen. 
De POSS-II werd van 1994 en 2001 uitgegeven door ESO. Wegens de hoge kosten van kopieën werd de POSS-II niet zo algemeen gebruikt als de eerste POSS, maar kopieën zijn aanwezig op alle belangrijke sterrenwachten.